# Treaty Oak Revival
Treaty Oak Revival ist eine US-amerikanische Country-Rock-/Southern-Rock-Band aus Odessa, Texas.

## Geschichte
Die Band gründete sich im Jahre 2019 in Midland und besteht aus dem Sänger Sam Canty, den Gitarristen Jeremiah und Lance Vanley, dem Bassisten Andrew Carey und dem Schlagzeuger Cody Holloway. Bei den Vanleys handelt es sich um Onkel und Neffe. Treaty Oak Revival war ursprünglich eine Coverband und benannte sich nach der Treaty Oak, einer Eiche in der texanischen Hauptstadt Austin. Besagter Baum ist die letzte von ursprünglich 14 Eichen, die den Comanchen und Tonkawa als heiliger Treffpunkt galten. Im Jahre 2020 veröffentlichte die Band mit No Vacancy ihre erste Single, bevor am 29. Januar 2021 ihr Debütalbum No Vacancy im Selbstverlag erschien. Die Single Missed Call wurde im November 2024 mit einer Goldenen Schallplatte ausgezeichnet. Das zweite Album Have a Nice Day erschien am 24. November 2023 und erreichte Platz 174 der US-amerikanischen Albumcharts. Am 6. Februar 2024 spielte die Band in der Radioshow Grand Ole Opry. Bei den Billboard Music Awards 2024 wurde die Band in der Kategorie Top Country Duo/Group und bei den Academy of Country Music Awards 2025 in der Kategorie New Duo or Group of the Year nominiert, jedoch gingen beide Preise an The Red Clay Strays. Am 23. Mai 2025 veröffentlichte die Band ihr Akustikalbum The Talco Tapes.

## Stil
Treaty Oak Revival werden in der Regel als Country-Rock oder Southern Rock bezeichnet. Sänger Sam Canty sieht seine Band selbst als „Rockband mit einem Country-Akzent“. Stephen Thomas Erlewine vom Onlinemagazin Allmusic schrieb, dass die Band ihren „erdigen Red-Dirt-Country-Sound mit einer deftigen Dosis von Post-Grunge-Crunch erweitern“. Elias Leight vom Magazin Billboard beschrieb die Musik von Treaty Oak Revival als „muskulösen Bar-Rock mit rauchenden Riffs“, die an den Neil Young der frühen 90er erinnern.

## Diskografie
Studioalben

| Jahr | Titel Musiklabel             | Höchstplatzierung, Gesamtwochen, AuszeichnungChartsChartplatzierungen (Jahr, Titel, Musiklabel, Platzierungen, Wochen, Auszeichnungen, Anmerkungen) | Anmerkungen                                     |
| Jahr | Titel Musiklabel             | US | Anmerkungen                                     |
| ---- | ---------------------------- | --- | ----------------------------------------------- |
| 2021 | No Vacancy Selbstverlag      | US164 (… Wo.)US | Erstveröffentlichung: 19. Januar 2021           |
| 2023 | Have a Nice Day Selbstverlag | US174 (5 Wo.)US | Erstveröffentlichung: 24. November 2023         |
| 2025 | The Talco Tapes Selbstverlag | — | Erstveröffentlichung: 23. Mai 2025 Akustikalbum |

Singles
- 2020: No Vacancy (US: Gold)
- 2021: Missed Call (US: Platin)
- 2022: Stay Tuned
- 2023: Throw Away (Sterling Elza feat. Treaty Oak Revival)
- 2024: Happy Face
- 2025: Bad State of Mind

## Auszeichnungen

### Auszeichnungen für Musikverkäufe
| Goldene Schallplatte - Vereinigte Staaten - 2025: für das Lied In Between - 2025: für das Lied Stop & Stare - 2025: für das Lied I’m the Worst - 2025: für das Lied Ode to Bourbon - 2025: für das Lied Fishnets |

Anmerkung: Auszeichnungen in Ländern aus den Charttabellen bzw. Chartboxen sind in ebendiesen zu finden.
| Land/RegionAuszeichnungen für Musikverkäufe (Land/Region, Auszeichnungen, Verkäufe, Quellen) | Gold     | Platin  | Verkäufe  | Quellen  |
| -------------------------------------------------------------------------------------------- | -------- | ------- | --------- | -------- |
| Vereinigte Staaten (RIAA)                                                                    | 6× Gold6 | Platin1 | 4.000.000 | riaa.com |
| Insgesamt                                                                                    | 6× Gold6 | Platin1 |           |          |

### Musikpreise
| Jahr | Kategorie                    | für                | Resultat  |
| ---- | ---------------------------- | ------------------ | --------- |
| 2025 | New Duo or Group of the Year | Treaty Oak Revival | Nominiert |

| Jahr | Kategorie             | für                | Resultat  |
| ---- | --------------------- | ------------------ | --------- |
| 2024 | Top Country Duo/Group | Treaty Oak Revival | Nominiert |